# Досё, Сара
Сара Досё (яп. 土性 沙羅, род. 17 октября 1994 года) — японская спортсменка, борец вольного стиля, четырёхкратная чемпионка Азии, чемпионка мира 2017 года и призёр чемпионатов мира, Олимпийская чемпионка 2016 года, участница Олимпийских игр 2020.

## Биография
Родилась в 1994 году. В 2011 году стала чемпионкой мира среди юниоров. В 2013 году стала бронзовой призёркой чемпионата мира. В 2014 году стала чемпионкой Азии и завоевала серебряную медаль чемпионата мира. В 2015 году вновь завоевала бронзовую медаль мирового первенства.